# Lijst van voetbalinterlands Antigua en Barbuda - Saint Lucia
Deze lijst van voetbalinterlands is een overzicht van alle officiële voetbalwedstrijden tussen de nationale teams van Antigua en Barbuda en Saint Lucia. De landen speelden tot op heden negen keer tegen elkaar. De eerste ontmoeting was een kwalificatiewedstrijd voor Caribbean Cup 1990 op 27 mei 1990 in Saint John's. Het laatste duel, een kwalificatiewedstrijd voor de CONCACAF Nations League 2019/20, vond plaats in Saint John's op 8 september 2018.

## Wedstrijden
| № | Plaats       | Datum             | Competitie                                   | Wedstrijd                     | Uitslag |
| - | ------------ | ----------------- | -------------------------------------------- | ----------------------------- | ------- |
| 1 | Saint John's | 27 mei 1990       | Caribbean Cup 1990 kwalificatie              | Antig. en Barb. − Saint Lucia | 0 − 2   |
| 2 | Saint John's | 25 februari 2001  | Vriendschappelijk                            | Antig. en Barb. − Saint Lucia | 0 − 1   |
| 3 | Basseterre   | 6 november 2004   | Caribbean Cup 2005 kwalificatie              | Antig. en Barb. − Saint Lucia | 1 − 2   |
| 4 | Saint John's | 18 mei 2008       | Vriendschappelijk                            | Antig. en Barb. − Saint Lucia | 6 − 1   |
| 5 | Saint John's | 23 september 2010 | Vriendschappelijk                            | Antig. en Barb. − Saint Lucia | 5 − 0   |
| 6 | Couva        | 8 oktober 2014    | Caribbean Cup 2014 kwalificatie              | Antig. en Barb. − Saint Lucia | 2 − 1   |
| 7 | Saint John's | 10 juni 2015      | WK 2018 kwalificatie                         | Antig. en Barb. − Saint Lucia | 1 − 3   |
| 8 | Saint John's | 14 juni 2015      | WK 2018 kwalificatie                         | Saint Lucia − Antig. en Barb. | 1 − 4   |
| 9 | Saint John's | 8 september 2018  | CONCACAF Nations League 2019/20 kwalificatie | Antig. en Barb. − Saint Lucia | 0 − 3   |

## Samenvatting
| Competitie                           | Totaal gespeeld | Winst Antig. en Barb. | Gelijk | Winst Saint Lucia | Doelsaldo Antig. en Barb. – Saint Lucia |
| ------------------------------------ | --------------- | --------------------- | ------ | ----------------- | --------------------------------------- |
| WK-kwalificatie                      | 2               | 1                     | 0      | 1                 | 5 − 4                                   |
| CONCACAF Nations League-kwalificatie | 1               | 0                     | 0      | 1                 | 0 − 3                                   |
| Caribbean Cup-kwalificatie           | 3               | 1                     | 0      | 2                 | 3 − 5                                   |
| Vriendschappelijk                    | 3               | 2                     | 0      | 1                 | 11 − 2                                  |
| Totaal                               | 9               | 4                     | 0      | 5                 | 19 − 14                                 |